# Corgnac-Granit
Der Corgnac-Granit ist eine Granitintrusion, die sich während des Ordoviziums im Grundgebirge des nordwestlichen französischen Massif Central gebildet hatte. Im Verlauf der Variszischen Orogenese wurde sie zusammen mit ihren rhyodazitischen Wirtsgesteinen im Unterkarbon verformt und metamorphosiert.

## Einführung

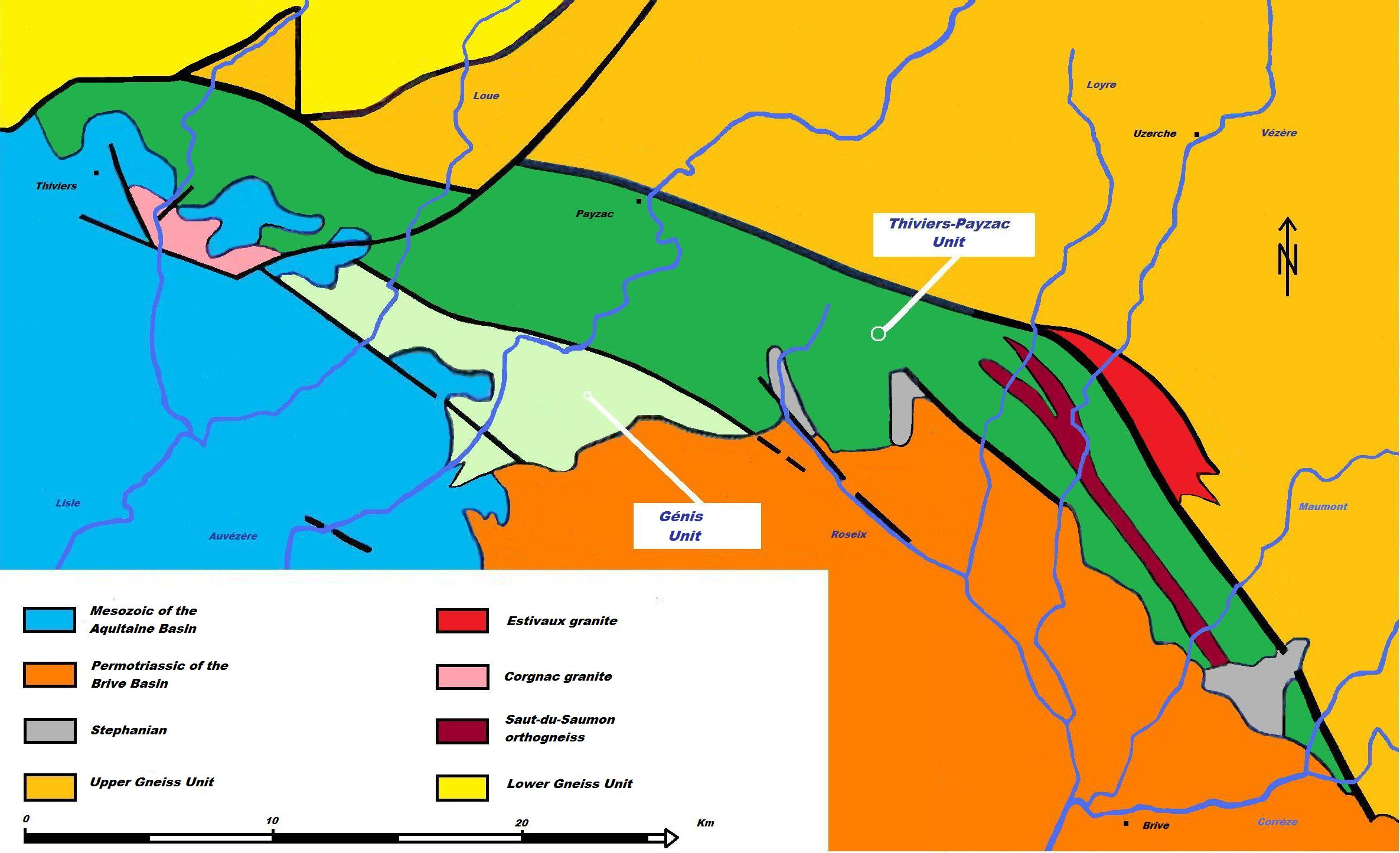
Geologische Übersichtskarte zur Situierung der Thiviers-Payzac-Einheit (in grün).Der Corgnac-Granit befindet sich links oben (in rosa).

Der Corgnac-Granit bildet ein zirka 5 Kilometer langes Massif, das nördlich von Corgnac in etwa parallel zur Ostsüdost-streichenden Schieferung der Thiviers-Payzac-Einheit eingedrungen ist. Seine Ausbreitung quer zur Streichrichtung beträgt maximal 2 Kilometer. Das Vorkommen ist nicht einheitlich, sondern wird durch die kambrischen Rhyodazite des Thiviers-Sandsteins in drei schmälere Lappen aufgespalten. Das Südostende der Intrusion wird durch die Dussac-Störung – eine bedeutende linksseitige Seitenverschiebung – abgeschnitten. An mehreren Stellen wird der Granit von Liassedimenten des Aquitanischen Beckens transgrediert und überdeckt.
Dass es sich um einen ursprünglich intrusiven Granitoiden handelt, lässt sich an relikthaft erhaltenen, schwarzen, biotitreichen Hornfelsen erkennen. Ähnlich wie der Saut-du-Saumon-Orthogneis – zu dem der Corgnac-Granit große Affinitäten besitzt – war er zu Beginn des mittleren Ordoviziums vor 470 Millionen Jahren im Dapingium aufgedrungen. Im Verlauf der variszischen Regionalmetamorphose wurde er dann vor 350 Millionen Jahren im Tournaisium retrograd überprägt (epizonale Chlorit-Zone). Seine chemische Zusammensetzung ist die eines kalkalkalischen bis subalkalischen Monzogranits.

## Petrologie
Der Corgnac-Granit weist zwei sehr unterschiedliche Faziesbereiche auf:
- kataklastische Granitfazies im Süden.
- porphyroklastische Orthogneisfazies im Norden.

Der Granit hat zusätzlich mehrere kleinere, porphyrische Mikrogranitkörper abgesondert. Es wird ferner angenommen, dass der Hauptkörper in der Tiefe mit dem Saut-du-Saumon-Orthogneis in Verbindung steht.

### Mineralogie
Die gleichkörnige, manchmal auch leicht porphyrartig ausgebildete, grau- bis rosafarbene, kataklastische Granitfazies besteht aus folgenden Mineralien:
- Quarz – xenomorpher Zwickelfüller
- Plagioklas – automorpher, zonierter, basischer Oligoklas
- Mikroklin – subautomorph und oft perthitisch
- Biotit – große, zerfranste Lamellen

Akzessorisch treten Muskovit, Zirkon, Apatit und Opakminerale hinzu. Unter dem Mikroskop lässt sich ein körniges, hypidiomorphes Gefüge erkennen. 
Die unbedeutendere Orthogneisfazies leitet sich aus der Granitfazies ab, sie wurde nur wesentlich stärker duktil verformt. Sie bildet daher jetzt einen gebänderten Augengneis mit mandelförmigen, monokristallinen Mikroklin- und Plagioklasaugen, umgeben von Mineralien der Foliation  – feinstkörniger Quarz, Albit, körniger Klinozoisit und Glimmerlamellen, deren Biotit oft chloritisert vorliegt. Der mehr oder weniger lepidoblastische Muskovit verleiht dem Orthogneis sein typisch gebändertes Aussehen. Der Schersinn ist leider nicht eindeutig, er dürfte jedoch rechtsseitig sein, da der Granit zum rechtsverschiebenden Südabschnitt der Thiviers-Payzac-Einheit gehört.

### Chemische Zusammensetzung
| Oxid Gew. % | Corgnac-Granit | Saint-Mathieu-Leukogranit | Piégut-Pluviers-Granodiorit |
| ----------- | -------------- | ------------------------- | --------------------------- |
| SiO2        | 68,00          | 70,00                     | 70,52                       |
| TiO2        | 0,54           | 0,43                      | 0,46                        |
| Al2O3       | 14,45          | 15,42                     | 14,68                       |
| Fe2O3       | 4,21 tot       | 0,72                      | 2,30 tot                    |
| FeO         |                | 1,72                      |                             |
| MnO         | 0,06           | 0,08                      | 0,06                        |
| MgO         | 1,17           | 0,79                      | 1,18                        |
| CaO         | 1,51           | 1,51                      | 1,96                        |
| Na2O        | 3,77           | 3,55                      | 3,54                        |
| K2O         | 3,01           | 4,20                      | 3,86                        |
| P2O5        |                | 0,12                      |                             |
| H2O−        |                | 0,15                      |                             |
| H2O+        |                |                           | 0,97                        |

Im Vergleich zu den benachbarten oberkarbonischen Granitoiden ist der Corgnac-Granit reicher an Gesamteisen und TiO2. Seine Alkalien sind etwas niedriger konzentriert und Natrium-betont. Die Gehalte an SiO2 und Al2O3 liegen insgesamt etwas niedriger.

## Verformung und Metamorphose
Der ursprüngliche Mineralbestand des Corgnac-Granits mitsamt seinen Mikrograniten wurde jedoch später grünschieferfaziell retromorph verändert. Quarz und Biotit wurden z. B. kataklastisch zerbrochen, der Plagioklas von Muskovit und Klinozoisit infiltriert und Rutilnadeln lösten sich aus zerkleinertem Biotit. Der Quarz rekristallisierte außerdem als gleichkörnige Puzzlestücke, die Feldspäte wurden von Granulationen umgürtet und der Plagioklas destabilisierte hin zu Albit.

## Alter
Die in der Einführung angegebenen Alter stammen nicht vom bisher undatierten Corgnac-Granit, sondern vom Saut-du-Saumon-Orthogneis, der als gleichaltrig angesehen wird. Für diesen Orthogneis fanden Bernard-Griffith und Kollegen (1977) Rubidium/Strontiumalter von 477 ± 22 Millionen Jahre als Intrusionszeitpunkt und 361 ± 9 Millionen Jahre als Zeitpunkt der regionalen Deformation. Im benachbarten Estivaux-Granit konnten mit der Argonmethode für die regionale Verformung 364,2 ± 3,8 und 346,2 ± 3,5 Millionen Jahre gemessen werden.